# Канторовичи
Канторовичи (бел. Кантаровічы) — посёлок в Морозовичском сельсовете Буда-Кошелёвского района Гомельской области Белоруссии.

## География

### Расположение
В 5 км на юго-запад от районного центра и железнодорожной станции Буда-Кошелёвская (на линии Жлобин — Гомель).

### Гидрография
На востоке, севере и западе мелиоративные каналы, соединённые с рекой Уза (приток реки Сож).

## Транспортная сеть
Транспортные связи по просёлочной, затем автомобильной дороге Буда-Кошелёво — Гомель.
Планировка состоит из короткой прямолинейной почти меридиональной ориентации улицы, застроенной деревянными домами усадебного типа.

## История
Основан в начале 1920-х годов переселенцами с соседних деревень на бывших помещичьих землях. В 1929 году жители посёлка вступили в колхоз. На фронтах Великой Отечественной войны погибли 12 жителей деревни. В 1959 году в составе совхоза «Морозовичи» (центр — деревня Морозовичи).

## Население

### Численность
- 2004 год — 12 хозяйств, 20 жителей.

### Динамика
- 1959 год — 94 жителя (согласно переписи).
- 2004 год — 12 хозяйств, 20 жителей.